# Clairvaux-d'Aveyron

Clairvaux-d'Aveyron este o comună în departamentul Aveyron din sudul Franței. În 1 ianuarie 2022 avea o populație de 1.154 de locuitori.